# Grillage
Pour les articles homonymes, voir Grillage (pyrométallurgie).

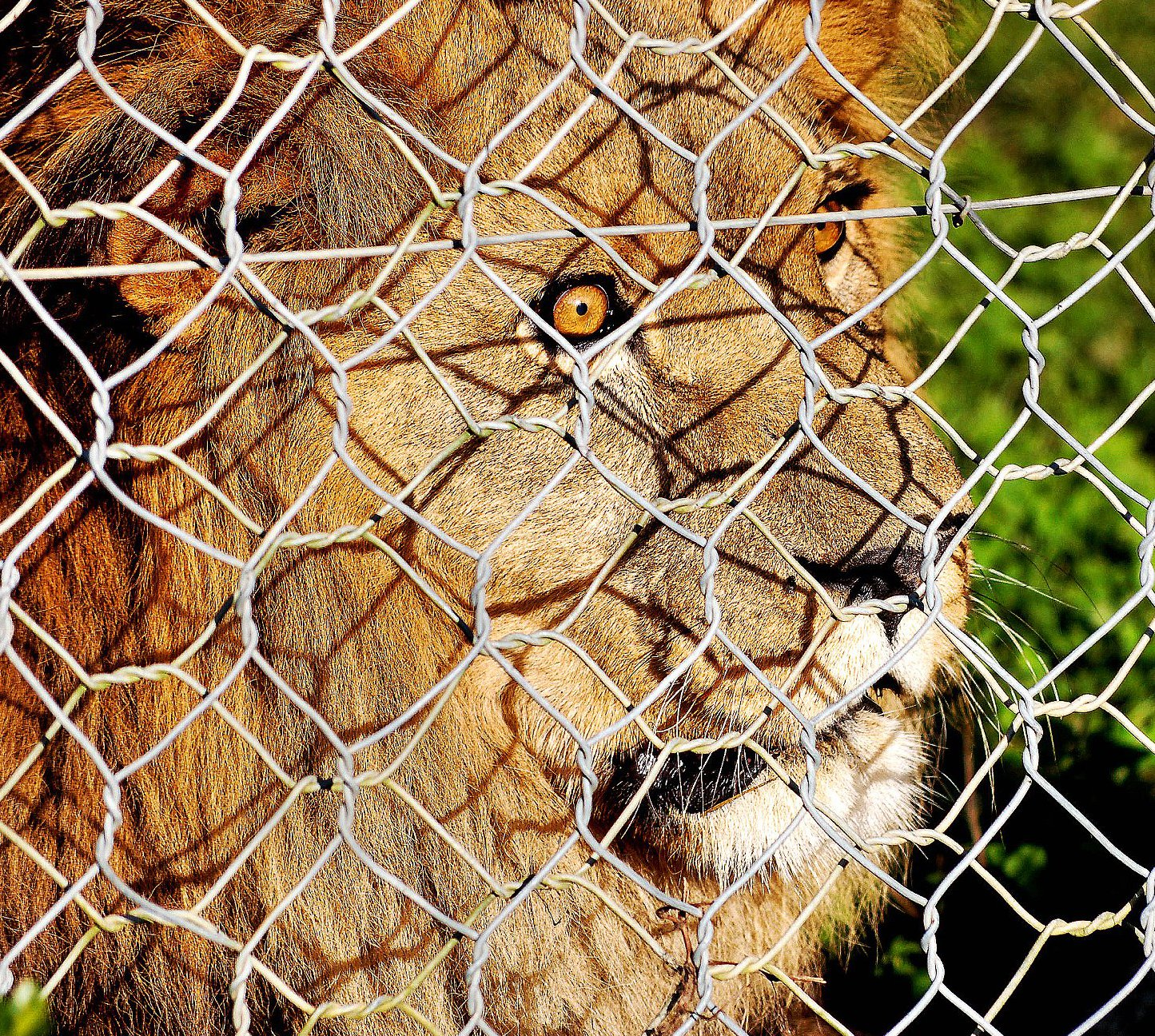
Grillage dans un zoo

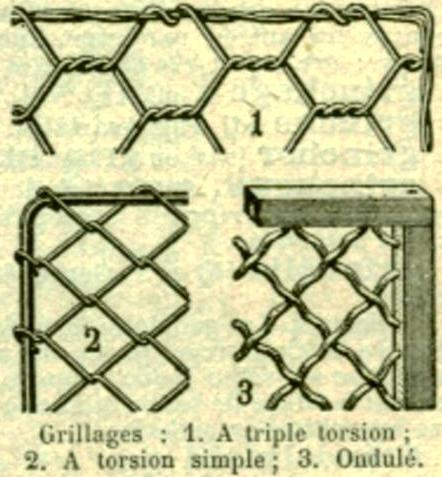
Différentes sortes de grillages

Un grillage est un ouvrage d'enclôture ou de serrurerie réalisé en fils de fer entrecroisés tendu entre des piquets. On l'utilise pour clôturer un terrain ou un domaine, de façon permanente comme une clôture.
Le grillage peut aussi être utilisé pour construire des cages pour enfermer des oiseaux ou des animaux susceptible de grimper ou pour les empêcher d'entrer dans un espace où leur présence n'est pas souhaitée.

## Généralités
L'engrillagement vise à clore un espace (public ou privé) par exemple pour protéger des animaux d'élevage de prédateurs ou de vols, pour enclore des animaux dans un zoo ou un parc, pour protéger un site privé ou un terrain militaire de l'intrusion, etc. Le grillage peut être agrémenté d'un barbelé ou d'autres dispositifs défensifs. 
À la différence du mur ou de la palissade, le grillage ne bloque pas la vue, et offre très peu de prise au vent et il est comparativement bien moins coûteux. Il peut aussi enclore dans les trois dimensions (on parle alors de cage).

## Dans l'architecture
Dans son dictionnaire médiéval, Eugène Viollet-le-Duc donne cette définition : « Réseau en fer mince ou en fil de fer destiné à garantir les vitraux contre la grêle, à préserver des sculptures du contact, quelquefois aussi des objets précieux déposés dans les trésors des églises ou des châteaux. »

## Dans l'aménagement du territoire
Pour des raisons de sécurité publique, des infrastructures linéaires de transport (autoroutes, TGV...) sont généralement clôturées de manière à éviter les collisions avec les grands animaux, et les intrusions de piétons.

## Problèmesécopaysagerset de sécurité posés par l'engrillagement d'espaces naturels
Ainsi vers 2020 en France, la Sologne, bien qu'étant la plus grande zone Natura 2000 du pays, est  quadrillée par plus de 3 500 km de clôtures, principalement érigées par une trentaine de grands propriétaires fonciers, dont plusieurs patrons du CAC40, dont la famille Bouygues. 
En réaction, en 2021, une proposition de loi déposée par Jean-Noël Cardoux et plusieurs de ses collègues vise à limiter l'engrillagement des espaces naturels tout en protégeant la propriété privée. Il s'agit selon ses auteurs de freiner « la multiplication des grillages en Sologne et dans plusieurs autres régions de France, multiplication qui pose des problèmes de sécurité sanitaire et de sécurité en termes de prévention et lutte contre les incendies, et qui cause ou aggrave la fragmentation écopaysagère » tout en nuisant au développement du tourisme rural. Par ailleurs, ces enclos sont souvent érigés pour développer le tir de gibiers dans un milieu artificialisé. Le projet de loi contient notamment des dispositions sur : les caractéristiques des clôtures ; la possibilité de contrôle par les agents de l'Office français de la biodiversité (OFB), les sanctions contre les clôtures et l'agrainage.